# Дашти-Шер
Дашти-Шер (тадж. Дашти шер) — сельский населённый пункт в Сангворском районе РРП Таджикистана. Входит в состав сельской общины (джамоата) Вахиё. Расстояние от села до центра района (село Тавильдара) — 18 км, до центра джамоата (село Сайёд) — 10 км. Население — 146 человек (2017 г.), таджики. Население в основном занято сельским хозяйством (животноводство и растениводство). Земли орошаются главным образом водами горных источников.